# Okja
Okja ist ein amerikanisch-südkoreanischer Abenteuerfilm aus dem Jahr 2017. Regie führte Bong Joon-ho. Der Film feierte am 19. Mai 2017 im Wettbewerb der 70. Internationalen Filmfestspiele von Cannes seine Premiere. Am 28. Juni 2017 wurde der Film schließlich auf Netflix veröffentlicht. In Südkorea und den USA ist der Film parallel in den Kinos angelaufen.

## Handlung
Ein junges Mädchen namens Mija riskiert alles, um ein mächtiges, multinationales Unternehmen namens Mirando Corporation davon abzuhalten, ihre beste Freundin zu entführen. Diese ist ein übergroßes genmanipuliertes Schwein namens Okja, welches durch das Unternehmen gezüchtet wurde. Ziel war, die Fleischgewinnung durch die nilpferdgroßen Tiere zu revolutionieren und die eigenen Umsätze zu steigern. Das Unternehmen versucht, die Genmanipulation zu vertuschen und es als klassische Züchtung darzustellen.
Im Jahr 2007, 10 Jahre vor der restlichen Handlung, hatte das Unternehmen unter der Leitung von Lucy Mirando 26 Ferkel des „Superschweines“ an 26 Bauern weitergegeben. Ziel war es, die optimale Haltung und besten Umweltbedingungen für diese neugeschaffene Schweinerasse zu erforschen. Okja ist eines dieser Schweine und wuchs bei einem Bergbauern und seiner Enkelin Mija in Südkorea auf. Nach Ende der Beobachtungsstudie wird Okja im Rahmen eines abschließenden Wettbewerbs zum Gewinner ernannt und von Mija, die eine enge Freundschaft zu Okja empfindet, getrennt.
Mija beschließt, Okja zurückzubekommen und stürmt eine Außenstelle des Unternehmens in Seoul, wo Okja jedoch gerade in einen Truck für den Transport nach New York City verladen wird. Sie verfolgt den Truck und springt auf dessen Dach. Während der Fahrt zum Flughafen wird der Truck von Tierschutzaktivisten der Animal Liberation Front (ALF) zum Anhalten gezwungen und gestürmt, Okja wird befreit und trifft wieder auf Mija. Okja stürmt ein Einkaufszentrum. Mija und Okja treffen später wieder auf die Aktivisten und schaffen es, vor den Schergen der Miranda Corporation in dem ALF-Truck zu entkommen.
Um die Taten des Unternehmens aufdecken zu können, tauschen die ALF-Aktivisten den Biodaten-Recorder im Ohr des Schweines durch eine Kamera aus, die Online-Bilder liefern kann. Dies erfolgt jedoch gegen den Willen Mijas, die gerne mit Okja zurück in die Berge gehen möchte. Ihr Einverständnis war jedoch Jay, dem Anführer der Gruppe, sehr wichtig, weswegen K, der als Dolmetscher für Mija fungiert, fälschlicherweise sagt, dass sie einverstanden sei. Die Gruppe lässt den Truck auf einer Brücke zurück und rettet sich bis auf den Fahrer und Mija vor der verfolgenden Polizei durch einen Sprung ins Wasser. Okja wird in die Vereinigten Staaten verfrachtet.
Um das Image der Firma zu retten und nicht als unmenschlich dargestellt zu werden, beschließen Lucy Mirando und der Firmenvorstand, Mija ein Wiedersehen mit Okja auf der Parade des Superschweines in New York zu ermöglichen. Nachdem sie ebenso in die Vereinigten Staaten eingeflogen wurde, versucht Mija vergebens ein vorheriges Wiedersehen zu erwirken und beugt sich schließlich den Bedingungen.
Auf der Parade trifft sie ihr Schwein wieder, doch dieses hat gerötete Augen und ist völlig erschöpft. Mija ahnt bereits, dass Okja misshandelt worden sein muss. Auf der Leinwand sind anschließend durch das Eingreifen der Aktivisten jene Aufnahmen zu sehen, die sie dank der Kamera-Wanze von der Zwischenuntersuchung im Mirando-Labor anfertigen konnten. Die Teilnehmer der Parade sind schockiert und die Lage eskaliert. Die „schwarzen Falken“, eine Mirando-Ordnertruppe, und die Polizei greifen ein und verhaftet etliche Aktivisten sowie randalierende Besucher. Okja wird auf Anweisung von Nancy Mirando, der Zwillingsschwester von Lucy, auf den Schlachthof gebracht, wo die Fleischproduktion aus Superschweinen anläuft.
Die verbleibenden Aktivisten und Mija fahren auf den Schlachthof und nach längerem Suchen können sie Okja in letzter Minute in der Schlachtmaschine vor der Tötung finden. Mija stellt sich einer Debatte mit Nancy Mirando und kann ihr schließlich Okja mit einem goldenen Schwein abkaufen, welches sie von ihrem Großvater bekommen hatte. Beim Verlassen des Geländes kann Okja ein kleines Ferkel in seinem Maul verstecken und so einem weiteren Artgenossen das Leben retten. Okja, das Ferkel und Mija kehren zurück nach Südkorea und leben dort ohne Angst vor Okjas Schlachtung.
In einer Szene nach dem Abspann ist zu sehen, wie Jay nach dem Absitzen seiner Gefängnisstrafe entlassen wird und die ALF, die inzwischen um viele Mitglieder gewachsen ist, ein weiteres „Riesending“ durchführen möchte.

## Produktion

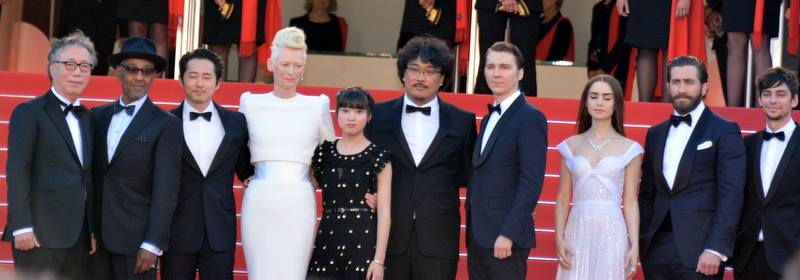
Die Besetzung von Okja auf den Filmfestspielen in Cannes (2017).

Es ist nach Snowpiercer (2013) Bong Joon-hos zweiter Film mit überwiegend englischsprachigen Schauspielern. Die Hauptrolle in dem Film spielt die Kinderdarstellerin Ahn Seo-hyeon mit zahlreichen Hollywoodstars wie Jake Gyllenhaal, Paul Dano und Tilda Swinton in Nebenrollen. Der Film spielt in New York City und Seoul. Im November 2015 wurde der Film von Netflix und Plan B Entertainment aufgegriffen zur Umsetzung mit einem Budget von 50 Millionen US-Dollar. Darius Khondji führt die Kamera bei der Produktion.
Nach Bong sei ein Budget von über 50 Millionen US-Dollar schwierig zu decken für europäische und asiatische Filmstudios. Deshalb suchte Bong nach einem amerikanischen Filmstudio. Einige sagtem ihm dabei, das Drehbuch sei zwar gut, aber einige Szenen, wie die im Schlachthaus, gefielen ihnen nicht. Die kleineren Studios mochten das Skript auch, aber das Budget war zu groß. Netflix sei das einzige Studio gewesen, das zum einen das Kapital hatte, als auch den Willen zu investieren. Dabei begrüßte Bong die kreative Freiheit, die ihm eingeräumt wurde. Einziges Manko sei die begrenzte Kinoveröffentlichung gewesen.
Die Dreharbeiten begannen am 22. April 2016 in Seoul (Südkorea). Ab dem 31. Juli 2016 wurde in Vancouver (Kanada) weitergedreht.

## Trivia
In der Mitte des Films ist ein Übersetzungsfehler in den Untertiteln eingebaut. K und Mija unterhalten sich auf Koreanisch. K übersetzt dabei absichtlich falsch für die Mitglieder der Tierbefreiungsgruppe. Die Untertitel sind hier noch korrekt. Doch wenn sich K von Mija verabschiedet, ist in den Untertiteln zu lesen: „Mija, lerne Englisch (Deutsch). Es eröffnet neue Möglichkeiten.“ Was K auf Koreanisch eigentlich sagt ist, „Mija, mein Name lautet übrigens Koo Soon-bum“. Ein Witz auf Metaebene, da K zuvor absichtlich falsch übersetzte. Außerdem ist es eine Subversion der Vorherrschaft der englischen Sprache: Koreaner sind sich der Wichtigkeit des Englischen bewusst, aber um K zu verstehen, müsse man Koreanisch verstehen können. Des Weiteren sei der Name Koo Soon-bum wie ein Witz, denn nach Yeun sei es ein „dummer“ Name.
Auch im weiteren Filmverlauf spielt Regisseur Bong mit dem Thema Übersetzung. Wenn Jay erfährt, dass K absichtlich falsch übersetzte, wird er wütend und sagt: „Übersetze niemals falsch“! Am Ende des Films hat K eine Tätowierung mit den Worten „Translations are sacred“ (‚Übersetzungen sind heilig‘).

## Rezeption

### Kritiken
Laut Rotten Tomatoes wurde Okja sowohl von der Kritik als auch dem Publikum überwiegend positiv aufgenommen: 86 % der 241 ausgewerteten Filmkritiken gaben den Film eine gute Wertung, das Publikum bewertete Okja zu 81 % positiv.

### Auszeichnungen
Environmental Media Award 2017
- Auszeichnung in der Kategorie Spielfilm[11]